# 维勒莫里安
维勒莫里安（法語：Villemorien，法語發音：[vilmɔʁjɛ̃]）是法国奥布省的一个市镇，属于特鲁瓦区。

## 地理
维勒莫里安（48°5'8"N, 4°17'47"E）面积13.8 平方千米，位于法国大東部大區奥布省，该省份为法国中北部省份，北起马恩省，西接塞纳-马恩省，西南至约讷省，东南至科多尔省，东临上马恩省。
与维勒莫里安接壤的市镇（或旧市镇、城区）包括：阿雷勒、塞纳河畔巴尔、萨尔斯河畔瑞利、波利索、维利耶苏普拉兰。

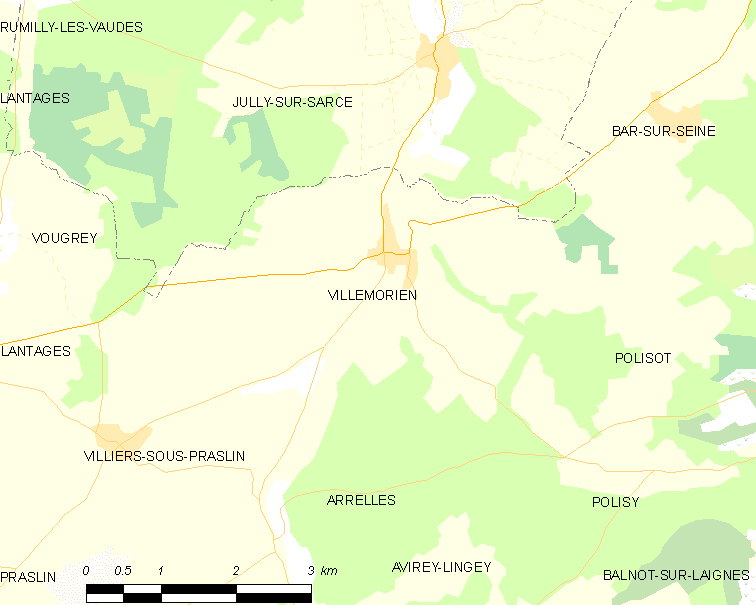
维勒莫里安的OSM定位图

维勒莫里安的时区为UTC+01:00、UTC+02:00（夏令时）。

## 行政
维勒莫里安的邮政编码为10110，INSEE市镇编码为10418。

## 政治
维勒莫里安所属的省级选区为塞纳河畔巴尔县。

## 人口

1962-2008年间维勒莫里安人口变化图示

维勒莫里安于2022年1月1日时的人口数量为203人。